# 피나스테리드
피나스테리드(Finasteride)는 프로스카(Proscar), 프로페시아(Propecia) 등의 제품명으로 판매되는 전립선비대증이나 남성형 탈모를 치료하기 위해 주로 사용되는 약물이다. 여성의 조모증 치료를 위해, 또 트랜스여성의 호르몬 치료의 일부로서 사용되기도 한다. 구강을 통해 투여된다.
부작용은 일반적으로 온화한 편이다. 특정한 희귀 형태의 전립선암을 증가시킬 수 있으며 일부 남성들은 성 기능 장애, 우울증, 불안, 가슴 비대를 경험할 수 있다. 성 기능 이상은 매우 고통스러울 수 있다. 피나스테리드는 5α 환원 효소 억제제로서 전립샘과 두피와 같은 인체의 일부분에서 안드로겐 성호르몬인 디하이드로테스토스테론(DHT)의 합성을 억제함으로써 동작한다. 3가지 형태의 5α 환원 효소 중 2가지를 억제하며 혈중 DHT 수준을 최대 70%까지 떨어트릴 수 있다.
피나스테리드는 1992년 전랍선 비대 치료를 위해 도입되었으며 1997년 탈모 치료를 위해 승인되었다.